# ベルゲン・ライトレール
ベルゲン・ライトレール（ノルウェー語: Bybanen、英語: Bergen Light Rail）は、ノルウェーの都市・ベルゲンに存在する路面電車（ライトレール）。2010年に開通した路線で、2023年現在はヴェストラン県自治体の100 %子会社であるベイバーネン（Bybanen AS）が施設や車両を所有し、同自治体が設立した公共交通運営組織のシスから委託される形でタイド・バス・オグ・バーネ（Tide Buss og Bane）が列車の運営や施設管理を行っている。

## 歴史
ノルウェーの都市・ベルゲンには、かつて1897年に開通した路面電車路線（ベルゲン市電）が存在した。最盛期には4系統が存在したが、第二次世界大戦後はモータリーゼーションの進展やウルリケントンネルの開通によるベルゲン線の利便性向上により利用客は減少の一途を辿り、1965年1月31日をもって廃止された。
その後、1970年代のベルゲンではオスロ地下鉄の開発や成功に触発された大規模な地下鉄網や通勤列車の延伸などが提案されたが実現せず、都市部の公共交通機関の主力は長らく路線バスやトロリーバスであった。だが、自動車道や自動車用トンネルの整備が進む一方で各地の自動車の混雑悪化や公共交通機関の利便性低下が問題視されるようになり、1990年代以降公共交通機関の改善・拡充の一環として路面電車の再導入が検討されるようになった。そして2000年、ベルゲン市議会によってベルゲン市内中心部とベルゲン空港を始めとした郊外地域を結ぶ路面電車（ライトレール）の建設案が可決され、続く2002年にノルウェー国会によってこの路面電車建設を含めたベルゲンの交通網の予算案が承認された。
これを受け、既存の路線バス運営組織との協議、ベルゲンの各地域への建設費用の配分決定などの工程を経て、2008年1月に第1段階（Byggetrinn 1）となる全長9.5 kmの路線の建設が開始された。そして路線の管理組織の設立、運営組織の決定などが並行して行われた後、ベルゲン・ライトレール最初の路線となる1号線は2010年6月22日に開通した。
その後、第2段階（Byggetrinn 2）として2013年6月に、第3段階（Byggetrinn 3）として2016年8月と2017年4月にそれぞれ延伸が行われており、2023年現在1号線は全長20.4 kmの路線を有している。このライトレール開通の影響は大きく、路線バス網の再編も含めた効果による公共交通機関の利用客数の増加や、それに伴う自動車の通行量減少が確認されている。
このライトレールの需要増加を背景として2014年に第4段階（Byggetrinn 4）の建設が認可され、2018年から建設が行われた後、1号線から分岐しフィリングスダーレン（Fyllingsdalen）まで向かう全長9 kmの2号線として2022年11月21日から営業運転を開始している。この区間の大半は地下区間、もしくは山岳トンネル区間となっている他、ハウケランド病院駅（Haukeland sjukehus）はノルウェーの路面電車で初の地下駅となっている。

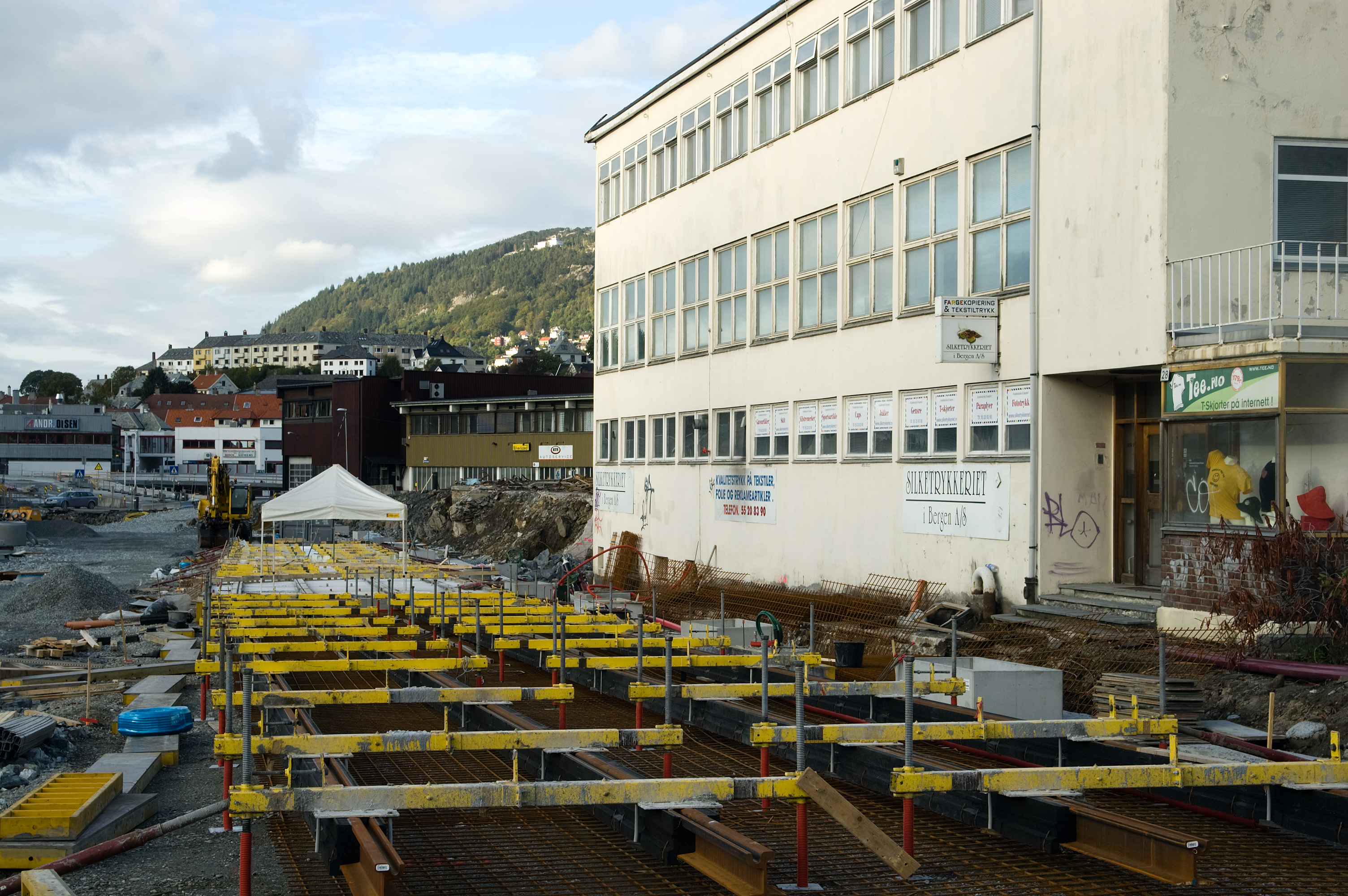
建設中のライトレール（2009年撮影）
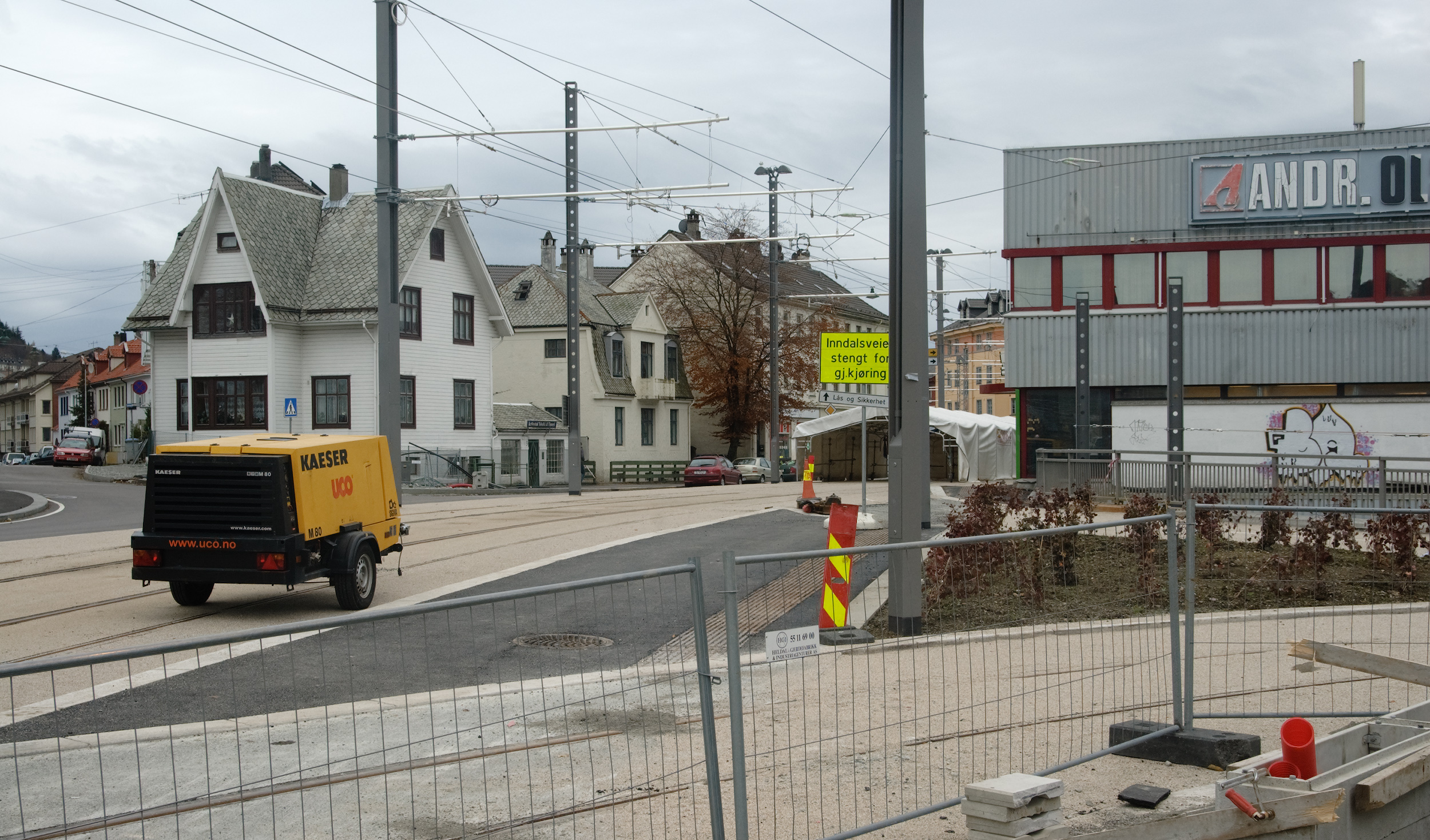
建設中のライトレール（2009年撮影）
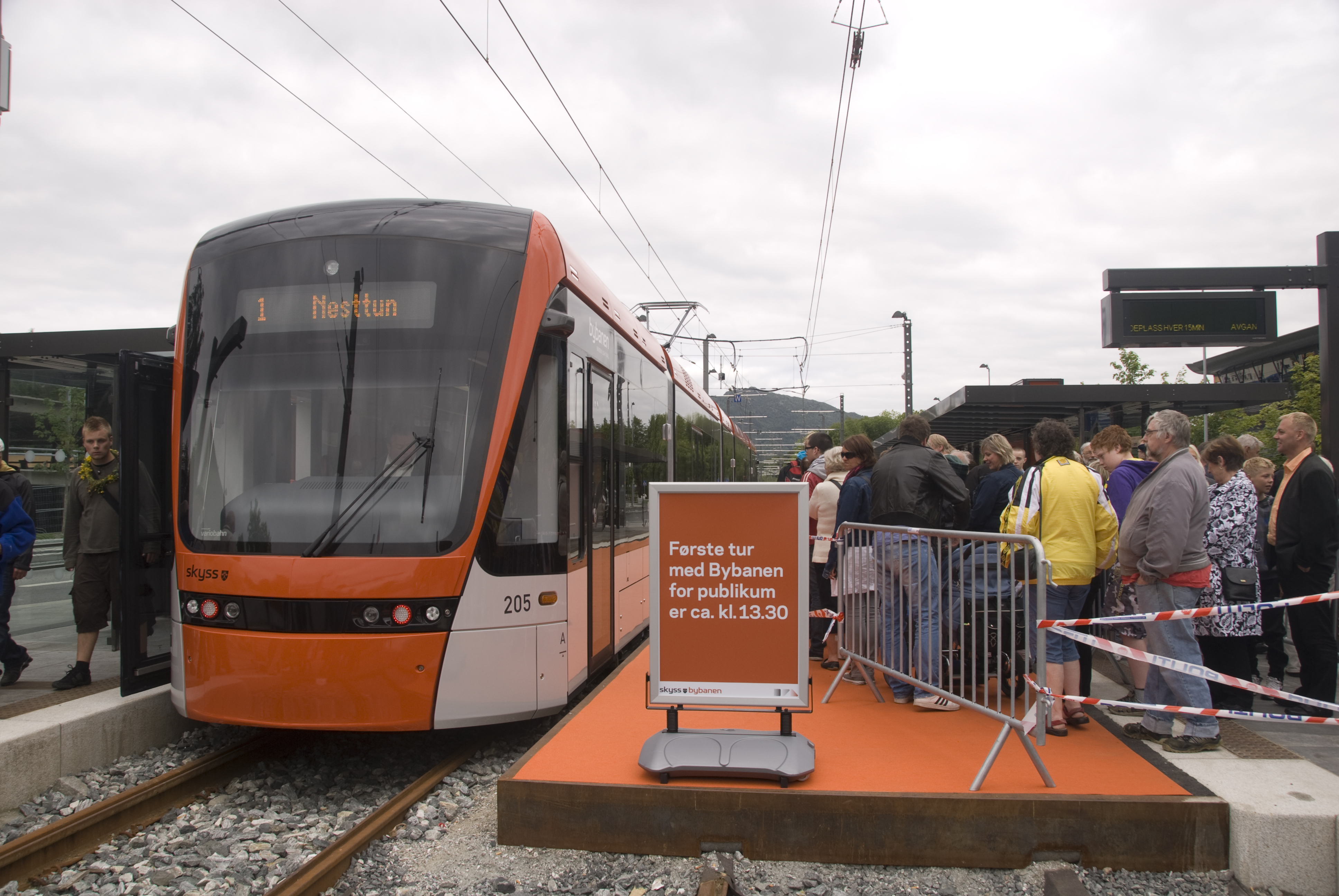
ベルゲン・ライトレールの開通式典（2010年6月22日撮影）

## 路線・施設
前述の通り、ベルゲン・ライトレールは2023年現在1号線・2号線の2つの系統で運用されており、各系統は以下の電停・駅を経由する。路線には1・2号線共にトンネルが多く存在するのが特徴となっている。
車両基地はコクスタッドフラーテン電停（Kokstadflaten）付近に存在し、ライトレールで使用される車両や事業用車両が配置されている。2016年まではクロンスタッド電停（Kronstad）付近にノルウェー国鉄の車庫跡を用いたものが存在したが、コクスタッド電停付近の車両基地が完成して以降は留置線の役割のみを果たしている。
| 写真 | 電停名                     | 停車系統 | 停車系統 | 接続交通機関     | 開通年月       | 備考・参考         |
| 写真 | 電停名                     | 1号線    | 2号線    | 接続交通機関     | 開通年月       | 備考・参考         |
| ---- | -------------------------- | -------- | -------- | ---------------- | -------------- | ------------------ |
|      | Byparken                   | ○        |          | 路線バス         | 2010年6月22日  |                    |
|      | Kaigaten                   |          | ○        |                  | 2022年11月21日 |                    |
|      | Nonneseter                 | ○        | ○        | 鉄道(ベルゲン線) | 2010年6月22日  | ベルゲン駅と接続   |
|      | Bergen busstasjon          | ○        | ○        | 路線バス         | 2010年6月22日  |                    |
|      | Nygård                     | ○        |          |                  | 2010年6月22日  |                    |
|      | Florida                    | ○        |          |                  | 2010年6月22日  |                    |
|      | Danmarks plass             | ○        |          |                  | 2010年6月22日  |                    |
|      | Fløen                      |          | ○        |                  | 2022年11月21日 |                    |
|      | Haukeland sjukehus         |          | ○        | 路線バス         | 2022年11月21日 | 地下駅             |
|      | Kronstad                   | ○        | ○        |                  | 2010年6月22日  |                    |
|      | Brann stadion              | ○        |          |                  | 2010年6月22日  |                    |
|      | Wergeland                  | ○        |          |                  | 2010年6月22日  |                    |
|      | Sletten                    | ○        |          | 路線バス         | 2010年6月22日  |                    |
|      | Slettebakken               | ○        |          |                  | 2010年6月22日  |                    |
|      | Fantoft                    | ○        |          |                  | 2010年6月22日  |                    |
|      | Paradis                    | ○        |          | 路線バス         | 2010年6月22日  |                    |
|      | Hop                        | ○        |          |                  | 2010年6月22日  |                    |
|      | Nesttun terminal           | ○        |          | 路線バス         | 2010年6月22日  |                    |
|      | Nesttun sentrum            | ○        |          |                  | 2013年6月22日  |                    |
|      | Skjoldskiftet              | ○        |          | 路線バス         | 2013年6月22日  |                    |
|      | Mårdalen                   | ○        |          |                  | 2013年6月22日  |                    |
|      | Skjold                     | ○        |          | 路線バス         | 2013年6月22日  |                    |
|      | Lagunen                    | ○        |          | 路線バス         | 2013年6月22日  |                    |
|      | Råstølen                   | ○        |          | 路線バス         | 2016年8月15日  |                    |
|      | Sandslivegen               | ○        |          | 路線バス         | 2016年8月15日  |                    |
|      | Sandslimarka               | ○        |          |                  | 2016年8月15日  |                    |
|      | Kokstad                    | ○        |          |                  | 2016年8月15日  |                    |
|      | Birkelandsskiftet terminal | ○        |          | 路線バス         | 2016年8月15日  |                    |
|      | Kokstadflaten              | ○        |          |                  | 2017年4月22日  |                    |
|      | Bergen Lufthavn            | ○        |          |                  | 2017年4月22日  | ベルゲン空港と接続 |
|      | Mindemyren                 |          | ○        |                  | 2022年11月21日 |                    |
|      | Kristianborg               |          | ○        | 路線バス         | 2022年11月21日 |                    |
|      | Fyllingsdalen terminal     |          | ○        | 路線バス         | 2022年11月21日 |                    |

## 車両

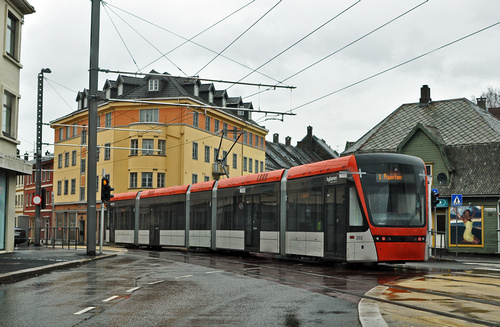
バリオバーン（5車体連接車）
（2010年撮影）

ベルゲン・ライトレールで使用されているのは、スイスのシュタッドラー・レールが展開する路面電車車両のバリオバーンである。車内全体の床上高さが350 mmに抑えられた両運転台・両方向型の超低床電車で、ステンレス鋼製の車体設計にはモジュール構造が採用されている。車内は冷暖房が完備されている他、各所に車椅子やベビーカーが設置可能なフリースペースが存在する。開通以降2013年までに導入された20両は5車体連接車であったが、2015年に導入された8両は7車体連接車となり、5車体連接車についても2016年から新たに中間車体が挿入され7車体に変更されている。その後2022年の2号線開通に合わせて増備された6両も含め、2023年現在は34両が在籍する。主要諸元は以下の通り。

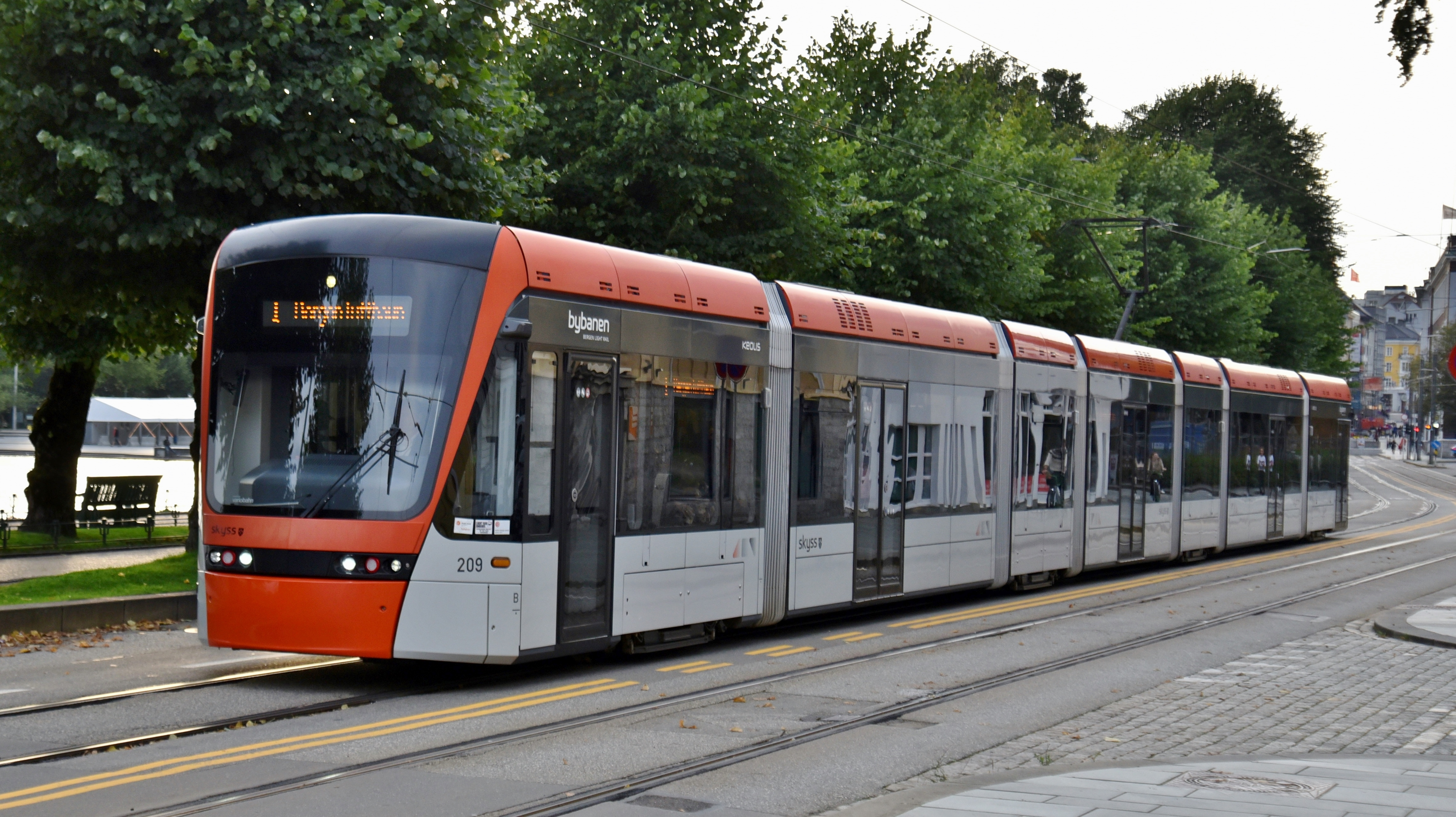
バリオバーン（7車体連接車） （2019年撮影）
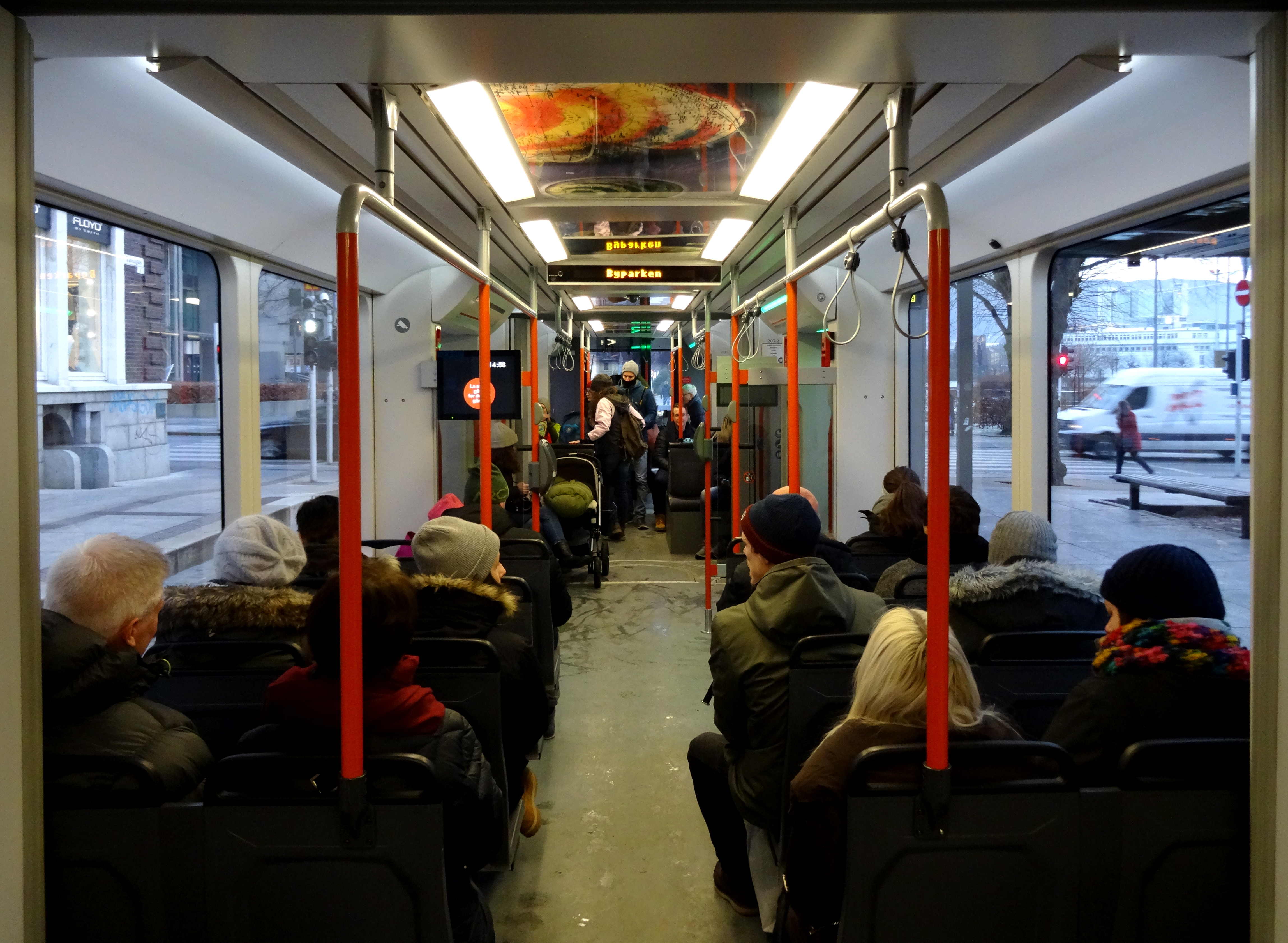
車内 （2016年撮影）
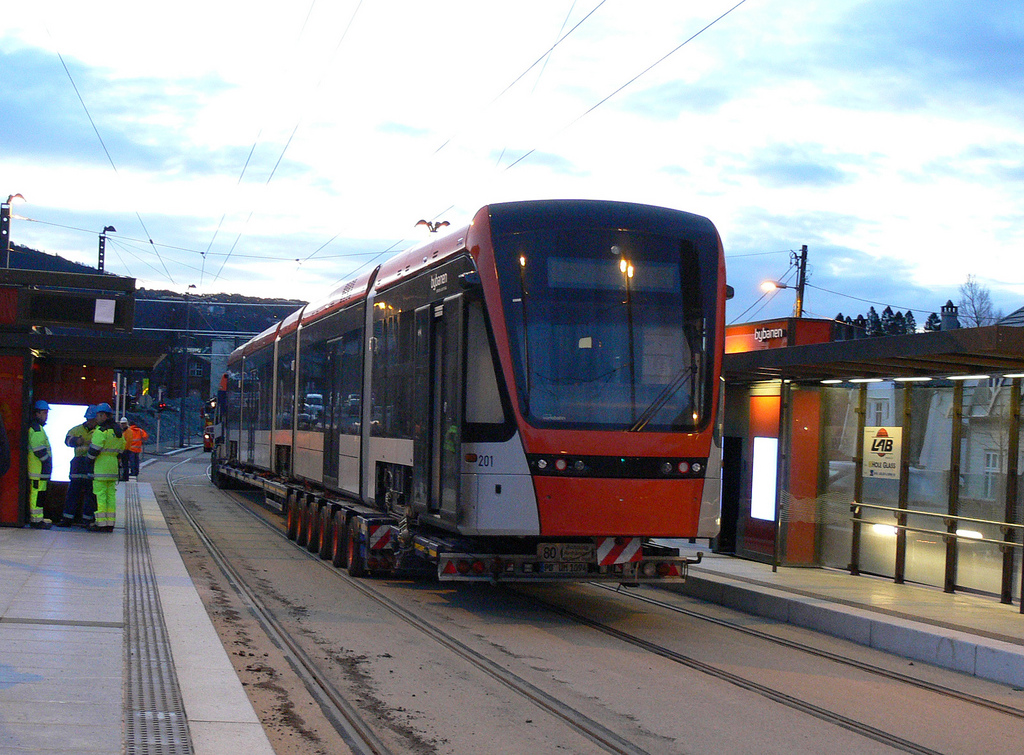
トレーラーで輸送されるバリオバーン （2009年撮影）

| バリオバーン 主要諸元 | バリオバーン 主要諸元 | バリオバーン 主要諸元 | バリオバーン 主要諸元 | バリオバーン 主要諸元 | バリオバーン 主要諸元 | バリオバーン 主要諸元 | バリオバーン 主要諸元 | バリオバーン 主要諸元 | バリオバーン 主要諸元 | バリオバーン 主要諸元 | バリオバーン 主要諸元 | バリオバーン 主要諸元 |
| 編成                  | 両数                  | 運転台                | 最高速度              | 全長                  | 全幅                  | 全高                  | 床上高さ              | 重量                  | 着席定員              | 立席定員              | 主電動機出力          | 車両出力              |
| --------------------- | --------------------- | --------------------- | --------------------- | --------------------- | --------------------- | --------------------- | --------------------- | --------------------- | --------------------- | --------------------- | --------------------- | --------------------- |
| 5車体連接車           | 20両                  | 両運転台              | 70km/h                | 32,370mm              | 2,650mm               | 3,500mm               | 350mm                 | 41.8t                 | 84人                  | 128人                 | 45kw                  | 360kw                 |
| 7車体連接車           | 14両                  | 両運転台              | 70km/h                | 42,140mm              | 2,650mm               | 3,500mm               | 350mm                 | 55.9t                 | 98人                  | 182人                 | 45kw                  | 540kw                 |
| 注釈・参考            | 1. 2.                 | 1. 2.                 | 1. 2.                 | 1. 2.                 | 1. 2.                 | 1. 2.                 | 1. 2.                 | 1. 2.                 | 1. 2.                 | 1. 2.                 | 1. 2.                 | 1. 2.                 |

## 関連項目

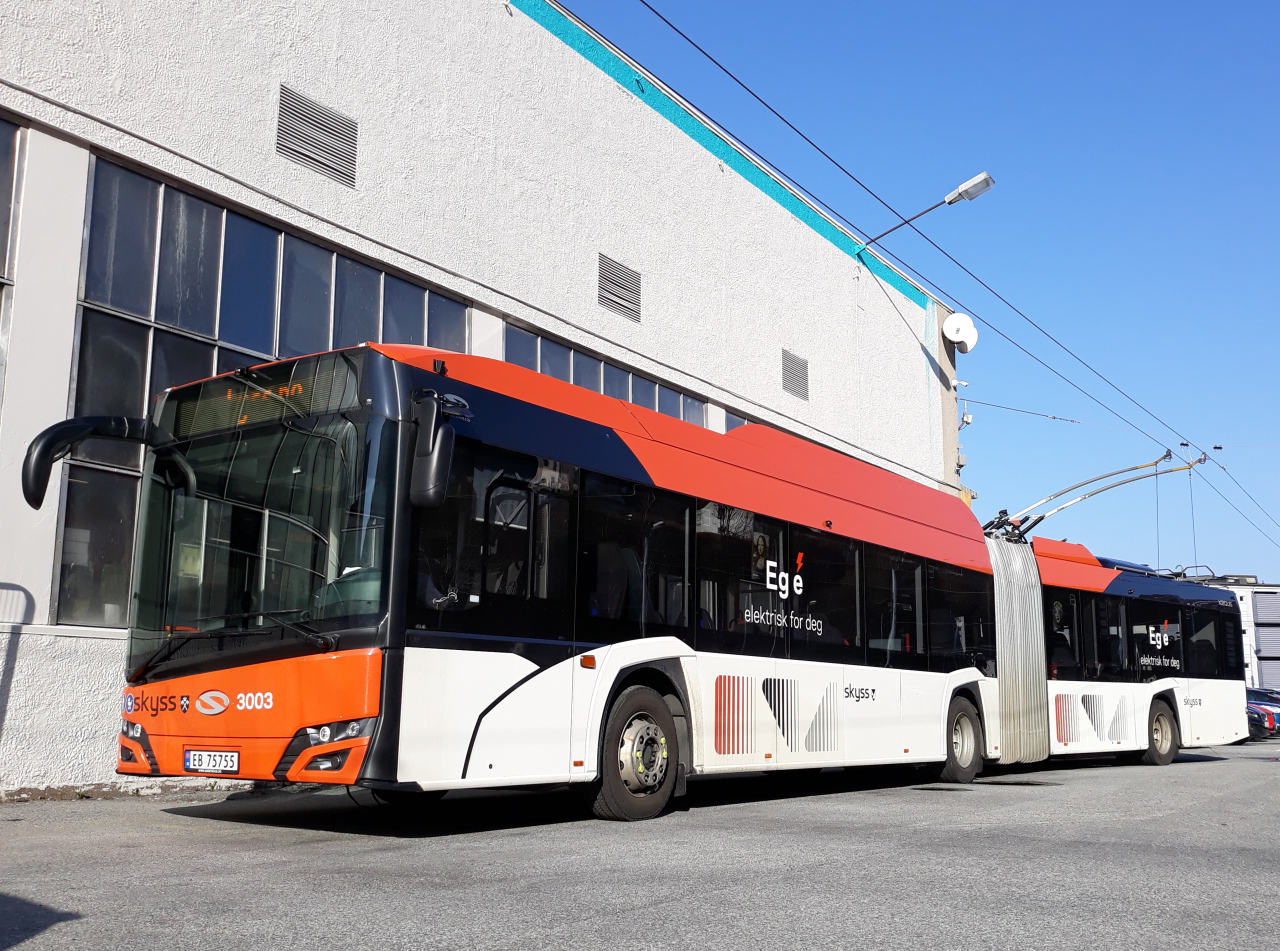
ベルゲン・トロリーバス（2022年撮影）
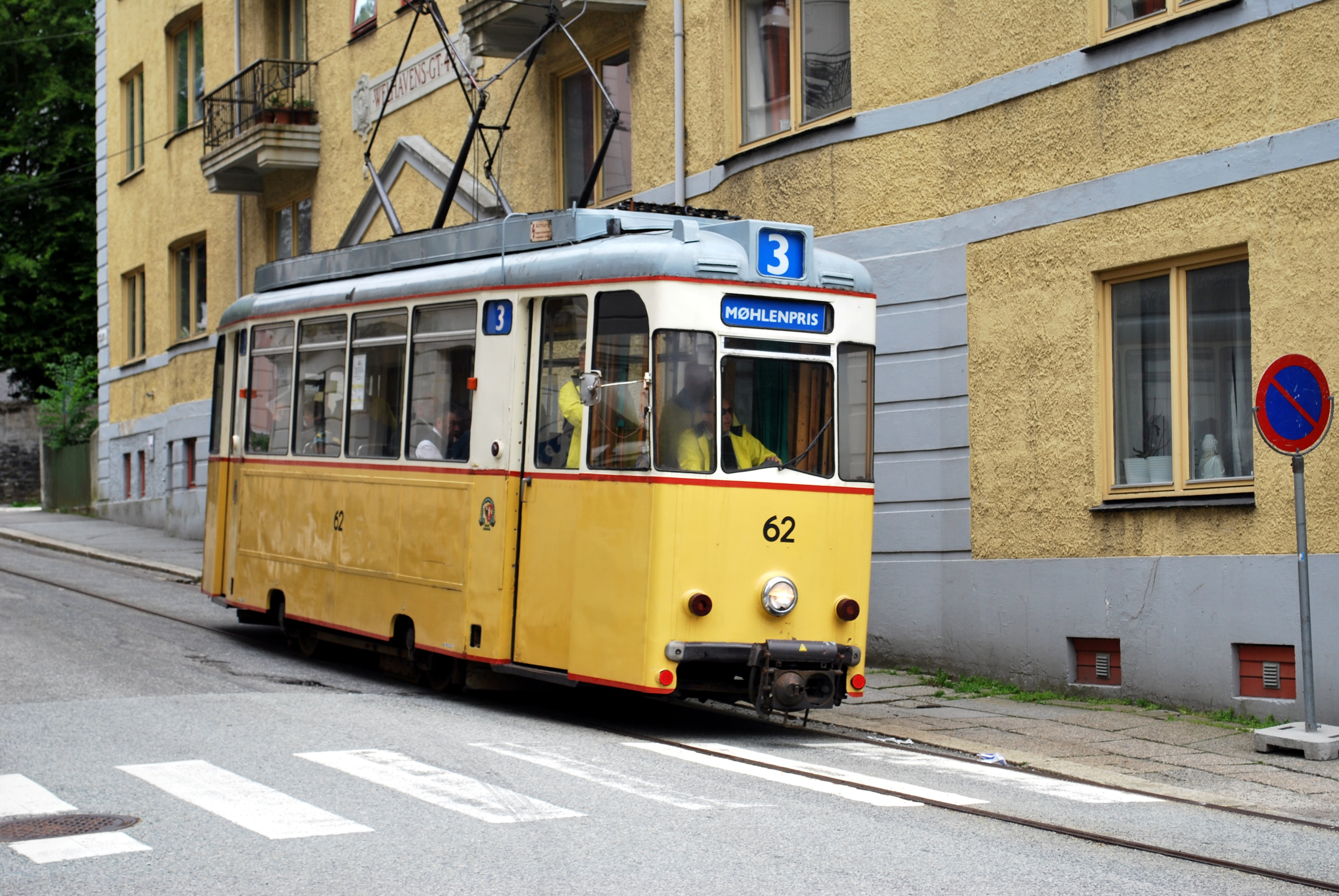
ベルゲン電気軌道（2009年撮影）

## 今後の予定
ベルゲン・ライトレールには今後延伸が検討されている路線として、第5段階（Byggetrinn 5）と位置付けられている、ベルゲン市内中心部から北部のオサネ（Åsane）まで向かう区間が存在する。路線の多くはトンネルを用いる事が検討されているが、2021年にベルゲン市議会で一部についてはブリッゲン（Bryggen）を経由する地上区間への変更が承認された他、同地区を含む一部区間では架線を設けず電車は充電池を用いて走行する事も決定している。開通は2035年を予定している。